# Chrysocharis johnsoni
Chrysocharis johnsoni är en stekelart som beskrevs av Subba Rao 1957. Chrysocharis johnsoni ingår i släktet Chrysocharis och familjen finglanssteklar. Inga underarter finns listade i Catalogue of Life.